# Batlow
Batlow är en ort i Australien. Den ligger i kommunen Tumut Shire och delstaten New South Wales, i den sydöstra delen av landet, omkring 340 kilometer sydväst om delstatshuvudstaden Sydney. Batlow ligger 782 meter över havet och antalet invånare är 998.
Runt Batlow är det mycket glesbefolkat, med 3 invånare per kvadratkilometer.. Det finns inga andra samhällen i närheten. 
I omgivningarna runt Batlow växer i huvudsak städsegrön lövskog. Genomsnittlig årsnederbörd är 1 301 millimeter. Den regnigaste månaden är februari, med i genomsnitt 173 mm nederbörd, och den torraste är januari, med 75 mm nederbörd.